# Vera-Ellen
Vera-Ellen Westmeier Rohe (Norwood, 16 febbraio 1921 – Los Angeles, 30 agosto 1981) è stata una ballerina e attrice statunitense nota con il solo prenome Vera-Ellen, partner sulla scena di artisti come Fred Astaire, Gene Kelly e Danny Kaye.

## Carriera
Figlia di Martin Rohe e Alma Catherine Westmeier, di origine tedesca, iniziò a danzare dall'età di nove anni e, giovanissima, diventò protagonista al Radio City Music Hall di New York, per approdare poi ai palcoscenici di Broadway.
Scoperta nel 1945 dal produttore cinematografico Samuel Goldwyn, nel 1949 fu protagonista del musical Un giorno a New York, con Gene Kelly e Frank Sinatra, nel ruolo di Ivy Smith. 
Bionda, minuta (era alta 1,63 m) e di esile corporatura, grazie alle notevoli doti da ballerina, dagli anni cinquanta il suo nome diventò sinonimo di musical. La sua carriera si avviò però a un rapido declino per difficoltà personali e problemi di salute. Durante gli anni cinquanta l'attrice soffrì di anoressia e sviluppò una grave forma di artrite che la costrinse a tornare a danzare per combattere la malattia. I problemi di salute la obbligarono però nel 1957 a ritirarsi dalle scene.

## Vita privata
L'attrice incontrò difficoltà anche nella sua vita privata. Nel 1941 sposò Robert Hightower, da cui si separò nel 1946. Nel 1954 sposò Victor Rothschild, dal quale nel 1963 ebbe la sua unica figlia, Victoria Ellen Rothschild, morta tre mesi dopo la nascita a causa della SIDS (morte in culla). Nel 1966 si separò da Rothschild e da allora in poi visse in solitudine. Per decenni si persero le sue tracce, fino a quando non venne divulgata la notizia della sua morte, avvenuta a Los Angeles nel 1981, all'età di 60 anni, a causa di un cancro.

## Filmografia
- L'uomo meraviglia (Wonder Man), regia di H. Bruce Humberstone (1945)
- Preferisco la vacca (The Kid from Brooklyn), regia di Norman Z. McLeod (1946)
- Tre ragazze in blu (Three Little Girls in Blue), regia di H. Bruce Humberstone e, non accreditato, John Brahm (1946)
- Carnevale in Costarica (Carnival in Costa Rica), regia di Gregory Ratoff (1947)
- Parole e musica (Words and Music), regia di Norman Taurog (1948)
- Una notte sui tetti (Love Happy), regia di David Miller (1949)
- Un giorno a New York (On the Town), regia di Gene Kelly e Stanley Donen (1949)
- Tre piccole parole (Three Little Words), regia di Richard Thorpe (1950)
- L'amore è bello (Happy Go Lovely), regia di H. Bruce Humberstone (1951)
- The Belle of New York, regia di Charles Walters (1952)
- Chiamatemi Madame (Call Me Madam), regia di Walter Lang (1953)
- Il grande alleato (Big Leaguer), regia di Robert Aldrich (1953)
- Bianco Natale (White Christmas), regia di Michael Curtiz (1954)
- La ragazza di provincia (Let's Be Happy), regia di Henry Levin (1957)

## Doppiatrici italiane
- Rosetta Calavetta in Un giorno a New York, Bianco Natale, L'amore è bello, Tre piccole parole
- Dhia Cristiani in L'uomo meraviglia
- Miranda Bonansea in Una notte sui tetti